# (4947) Ninkasi
(4947) Ninkasi es un asteroide perteneciente a los asteroides Amor descubierto el 12 de octubre de 1988 por Carolyn Jean S. Shoemaker desde el observatorio del Monte Palomar, Estados Unidos.

## Designación y nombre
Ninkasi se designó al principio como 1988 TJ1.
Posteriormente, en 1992, recibió su nombre de Ninkasi, una diosa de la mitología sumeria.

## Características orbitales
Ninkasi orbita a una distancia media de 1,37 ua del Sol, pudiendo alejarse hasta 1,601 ua y acercarse hasta 1,139 ua. Su excentricidad es 0,1684 y la inclinación orbital 15,65 grados. Emplea 585,7 días en completar una órbita alrededor del Sol.
Ninkasi es un asteroide cercano a la Tierra.

## Características físicas
La magnitud absoluta de Ninkasi es 18. Está asignado al tipo espectral Sq de la clasificación SMASSII.